# Asa Andō
Asa Andō (jap. 安藤 麻, Andō Asa; * 24. April 1996 in Asahikawa, Hokkaidō) ist eine japanische Skirennläuferin. Sie startet vorwiegend in den Disziplinen Riesenslalom und Slalom.

## Biografie
Andō startete im Februar 2011 im Wanlong Ski Resort erstmals im Far East Cup und belegte dabei den siebten Platz im Slalom. Im folgenden Jahr errang sie bei den Juniorenweltmeisterschaften in Roccaraso den 54. Platz im Riesenslalom. In der Saison 2012/13 kam sie im Far East Cup achtmal aufs Podium. Dabei holte zwei Siege und erreichte damit den dritten Platz in der Riesenslalomwertung und den jeweils zweiten Platz in der Gesamtwertung und in der Super-G Wertung. Bei den Juniorenweltmeisterschaften 2013 in Mont Sainte-Anne gelang ihr der 37. Platz im Riesenslalom. Nach Platz drei im Slalom und im Riesenslalom beim Far East Cup im Wanlong Ski Resort zu Beginn der Saison 2013/14, holte sie in Yonpyong zwei Siege und belegte zudem zweimal den zweiten und zweimal den dritten Platz.
Bei den Juniorenweltmeisterschaften 2014 in Jasná kam Andō auf den 31. Platz im Slalom und auf den 15. Platz im Riesenslalom. Die Saison beendete sie jeweils auf dem dritten Platz in der Slalom und in der Riesenslalomwertung und wie im Vorjahr auf dem zweiten Platz in der Gesamtwertung. Zu Beginn der Saison 2014/15 debütierte sie in Sölden im Weltcup. Dabei schied sie im ersten Durchgang mit dem 32. Platz im Riesenslalom aus. Im weiteren Saisonverlauf erreichte sie im Far East Cup fünf Top-Zehn-Platzierungen, darunter einmal Platz zwei und einmal Platz drei und belegte zum Saisonende den zweiten Platz in der Super-G Wertung. Im März 2015 wurde sie japanische Meisterin im Slalom. Ihre beste Platzierung bei den Juniorenweltmeisterschaften 2015 in Hafjell war der 27. Platz im Riesenslalom.
In der Saison 2015/16 kam Andō im Far East Cup neunmal auf Podium. Dabei holte sie drei Siege und gewann damit zum Saisonende die Gesamtwertung und die Riesenslalomwertung. Zudem wurde sie in der Slalomwertung Zweite. Im März 2016 siegte sie bei den japanischen Meisterschaften in Sapporo in Slalom und im Riesenslalom. Bei der Winter-Universiade 2017 in Almaty holte sie die Bronzemedaille im Super-G und die Goldmedaille im Riesenslalom. Außerdem wurde sie Vierte in der Kombination und im Slalom. Am 28. Oktober 2017 erzielte sie beim Weltcup-Auftakt in Sölden mit Platz 25 ihre ersten Weltcuppunkte im Riesenslalom. Ihr bisher bestes Ergebnis ist Platz 15 im Slalom von Semmering am 29. Dezember 2020. Bei den Weltmeisterschaften 2021 in Cortina d’Ampezzo fuhr sie im Slalom auf den zehnten Platz.

## Erfolge

### Olympische Spiele
- Peking 2022: 24. Riesenslalom

### Weltmeisterschaften
- St. Moritz 2017: 35. Riesenslalom
- Åre 2019: 27. Riesenslalom
- Cortina d’Ampezzo 2021: 10. Slalom
- Méribel 2023: 28. Slalom
- Saalbach-Hinterglemm 2025: 24. Slalom

### Weltcup
- 1 Platzierung unter den besten 15

### Weltcupwertungen
| Saison  | Gesamt | Gesamt | Riesenslalom | Riesenslalom | Slalom | Slalom | Parallel | Parallel |
| Saison  | Platz  | Punkte | Platz        | Punkte       | Platz  | Punkte | Platz    | Punkte   |
| ------- | ------ | ------ | ------------ | ------------ | ------ | ------ | -------- | -------- |
| 2017/18 | 103.   | 21     | 47.          | 6            | 46.    | 15     | –        | –        |
| 2018/19 | 127.   | 5      | 53.          | 5            | –      | –      | –        | –        |
| 2019/20 | 81.    | 37     | –            | –            | 34.    | 22     | 28.      | 15       |
| 2020/21 | 73.    | 49     | 51.          | 9            | 35.    | 35     | 26.      | 5        |
| 2021/22 | 117.   | 7      | –            | –            | 50.    | 7      | –        | –        |
| 2022/23 | 99.    | 16     | –            | –            | 41.    | 16     | –        | –        |
| 2023/24 | 120.   | 4      | –            | –            | 54.    | 4      | –        | –        |

### Far East Cup
- Gesamtsiegerin 2015/16 und 2016/17
- Siegerin Riesenslalomwertung 2015/16 und 2016/17
- 46 Podestplätze, davon 17 Siege

### Weitere Erfolge
- 1 Podestplatz im Europacup
- Winter-Universiade 2017: 1. Riesenslalom, 3. Super-G, 4. Slalom, 4. Kombination
- Winter-Asienspiele 2017: 2. Riesenslalom, 2. Slalom
- 4 japanische Meistertitel: Slalom 2015, 2016, 2017; Riesenslalom 2016
- 14 Siege in FIS-Rennen